# Lasówka czarnogardła
Lasówka czarnogardła (Setophaga virens) – gatunek małego ptaka z rodziny lasówek (Parulidae).

## Systematyka
Międzynarodowy Komitet Ornitologiczny (IOC) uznaje lasówkę czarnogardłą za gatunek monotypowy. Niektórzy autorzy wyróżniali podgatunek S. v. waynei Bangs, 1918, zaliczając doń populację ze wschodnich wybrzeży USA.

## Morfologia
Długość ciała 11,5–14 cm. Maska żółta, wierzch głowy oraz grzbiet żółtozielone, gardło, pierś i boki czarne. Pasek oczny i pokrywy uszne zielone. Na skrzydłach widoczne białe paski; skrajne sterówki oraz spód ciała białe. Samica jest podobna do samca, ale ma mniej czerni na piórach; podbródek i gardło żółte. U dorosłych i młodych, kiedy nadchodzi jesień, maska jest żółta, gardło, pierś oraz boki ze śladami czerni.

## Zasięg, środowisko
Lasy mieszane oraz iglaste w północno-środkowej i wschodniej części Ameryki Północnej. Zimę spędza w Meksyku, Ameryce Środkowej (z Wielkimi Antylami włącznie), nielicznie także na południu USA (południowy Teksas, południowa Floryda) oraz w północnej części Ameryki Południowej (północna Kolumbia i północna Wenezuela).

## Status
IUCN uznaje lasówkę czarnogardłą za gatunek najmniejszej troski (LC, Least Concern) nieprzerwanie od 1988 (stan w 2020). Organizacja Partners in Flight szacuje liczebność populacji na 8,7 milionów dorosłych osobników.